# بیل پیکرینگ (دانشمند فضا پیما)
بیل پیکرینگ (انگلیسی: Bill Pickering; ۲۴ دسامبر ۱۹۱۰ – ۱۵ مارس ۲۰۰۴) سیاست‌مدار و دانشمند اهل نیوزیلند بود.
وی همچنین برندهٔ جوایزی همچون مدال ادیسون انجمن مهندسان برق و الکترونیک و نشان ملی علوم شده است.